# Percepție
Percepția este un proces psihofiziologic senzorial cu ajutorul căruia 
recunoaștem un obiect sau fenomen .
Comparativ cu senzația, percepția constituie un nivel superior de prelucrare și integrare a informației despre lumea externă. Superioritatea percepției constă în realizarea unei imagini sintetice, unitare, în care obiectele și fenomenele care acționează direct asupra organelor analizatoare sunt reflectate ca totalități integrale, în individualitatea lor specifică.
Percepția este un proces cu un conținut obiectual realizând reflectarea directă și unitară a ansamblului însușirilor și structurii obiectelor și fenomenelor, în forma imaginilor primare sau a perceptelor.

## Context general
Din punct de vedere neurofiziologic, la baza formării unei imagini perceptive stă activitatea zonelor asociativ-integrative ale analizatorilor și interacțiunea dintre diverșii analizatori. În funcție de specificul mecanismului care le realizează, se pot distinge astfel imagini perceptive monomodale (cuprinzând informația extrasă și prelucrată de către un singur analizator) și imagini perceptive plurimodale (cuprinzând informația extrasă și prelucrată de mai mulți analizatori).          pag.2                                                      
Perceperea unuia și aceluiași obiect prin mai mulți analizatori (organe de simț) este, evident, mai eficientă decât perceperea doar printr-un singur analizator. Datorită specializării funcționale relativ înguste, fiecare analizator nu poate să reflecte realitatea decât fragmentar, unilateral. Orice obiect concret, oricât ar părea de simplu, posedă o multitudine de aspecte, însușiri și relații, care nu pot fi surprinse toate de către un singur analizator. Diversificarea analizatorilor a fost impusă, în cursul evoluției, de necesitatea cuprinderii unei game mai întinse de însușiri și laturi ale realității obiective, pentru o mai bună adaptare la influențele ei. Dar tocmai pentru ca valoarea adaptativă a percepției să devină mai mare, s-a impus tot atât de necesar ca principiul diferențierii și specializării să fie întregit cu principiul interacțiunii și integrării plurimodale.
Superioritatea calitativă pe care o dobândește percepția umană, se datorează, în bună parte, tocmai dezvoltării funcției integrării plurimodale și interacțiunii dintre imaginile monomodale și cele plurimodale. Imaginea perceptivă nu se realizează ca o întipărire mecanică de tip pasiv a „amprentelor” obiectului în creier. Ea este rezultatul unui proces activ, orientat și subordonat unor scopuri concrete ale activității de cunoaștere (teoretice) sau practice. Întotdeauna, desfășurarea percepției este susținută și mijlocită de o serie de operații pe care le efectuăm cu și asupra obiectului perceput: acțiuni de deplasare, de așezare-ordonare, de probare-măsurare, de descompunere etc. Grație acestor acțiuni, imaginea perceptivă dobândește adecvarea și precizia necesare în reglarea optimă a comportamentului și activității.
În condițiile percepției cotidiene, avem impresia ca percepția se realizează automat și instantaneu, de îndată ce stimulul acționează asupra unui analizator (organ de simț) sau a altuia. În realitate, procesul perceptiv este unul de desfășurare fazică, având următoarele faze: orientarea, detecția, discriminarea, identificarea și interpretarea.
Percepția este guvernată de o serie de legi generale, aplicabile tuturor modalităților senzoriale și tuturor situațiilor reale. Enumerăm pe cele mai importante: legea integralității-structuralității, legea selectivității, legea constanței perceptive, legea semnificației și legea proiectivității.
Pe lângă formele simple ale percepției, există și formele complexe: percepția spațiului, a timpului, a mișcării.

## Conținut informațional
Ca și senzația, percepția reflectă însușiri concret intuitive, accesibile simțurilor, în condițiile relației directe dintre obiect și subiect. Sunt însușiri furnizate prin intermediul analizatorilor și vizează aspecte de culoare, formă, mărime etc. Dar, în timp ce senzațiile reflectă însușiri simple, elementare, luate separat, percepția reflectă însușiri complexe. Ea reflectă obiectul așa cum este el dat, în ansamblul însușirilor lui date integral și unitar.
Reflectarea din percepție are un caracter direct, nemijlocit și obiectual. Percepția integrează informațiile senzoriale și se raportează la obiecte, fenomene, în ansamblul lor. Percepția este bogată în conținut, deoarece reflectă atât însușirile principale, cât și pe cele de detaliu. Percepția realizează o reflectare activă, relaționată cu contextul.

### Reflectare monomodală și plurimodală
Din punct de vedere al completitudinii reflectării, putem vorbi despre o reflectare monomodală sau plurimodală.
Prin reflectare monomodală ne referim la percepții raportate strict la un anumit analizator (vizual, auditiv, olfactiv, gustativ etc.)
Prin reflectare plurimodală ne referim la percepții raportate la mai mulți analizatori și care permit identificarea unor însușiri complexe cum ar fi: forma, mărimea, greutatea, volumul, timpul sau mișcarea.
În concluzie, conținutul informațional al percepției este bogat, complex și obiectual.

## Funcții
Ca și senzațiile, percepția are o funcție informațională, dar este mai complexă, prin intermediul căreia percepția
ne asigură o informare asupra însușirilor complexe, obiectuale, ale lumii înconjurătoare.
Percepția are și o funcție adaptativ reglatorie, prin care îndeplinește roluri majore în adaptarea organismului la mediu și în activități complexe ale omului (scrisul, cititul, manipularea unor vehicule sau instalații complexe etc.)

## Structuri operatorii
Percepția este primul proces la nivelul căruia putem vorbi despre o serie de operații de nivel concret intuitiv. Sunt operații de analiză, sinteză, comparație, după criterii perceptive de formă, mărime, greutate, culoare etc.

## Rezultat
Ca și senzațiile, percepția se finalizează în plan subiectiv printr-o imagine. Imaginea perceptivă se aseamănă, dar se și deosebește de cea senzorială.
Se aseamănă prin faptul că ea conține informații despre însușirile concret intuitive. La fel ca și imaginea senzorială, este o imagine primară, care se realizează „aici și acum”, în condițiile acțiunii stimulilor și obiectelor asupra organelor de simț. Se deosebesc prin faptul că imaginea perceptivă este bogată în conținut, este relaționată cu contextul și este semnificativă.
În cazul imaginii perceptive primează valoarea ei cognitivă și mai puțin aspecte cum ar fi intensitatea sau tonalitatea afectivă.
- Imaginea perceptivă durează în mod normal atâta timp cât obiectul se află în câmpul perceptiv.
- Imaginea perceptivă dispune de atributul vizualizării. Astfel, în condițiile în care informația parvine pe alte canale decât cel vizual, se constată tendința de a transpune informația într-o imagine vizuală.
- Imaginea perceptivă mai are și atributul verbalizării. Cuvântul joacă un rol foarte important în percepție. Pe de o parte, cuvântul este un integrator verbal, întrucât prin cuvânt sunt denumite experiențele perceptive. Pe de altă parte, cuvântul are și o funcție reglatorie. Prin cuvânt percepția poate fi dirijată, coordonată, mai ales în cazul observației.

În concluzie, se poate spune că percepția este procesul psihic de integrare a informațiilor senzoriale într-o imagine cu sens.

### Tipurile de percepție
După analizator:
- percepții olfactive;
- percepții gustative;
- percepții auditive;
- percepții vizuale;
- percepții tactilo-kinestezice.

După forma existenței materiei:
- percepția timpului:

1. obiectivă (secunde, minute,ore etc.);
2. subiectivă (depinde de vîrsta, dispoziție etc.);

- percepția spațiului:

1. corectă;
2. egocentrică.

## Legitățile perceptiei
- Legea selectivității perceptive
- Legea constantei perceptive
- Legea integralității perceptive